# Bordillo (arqueología)

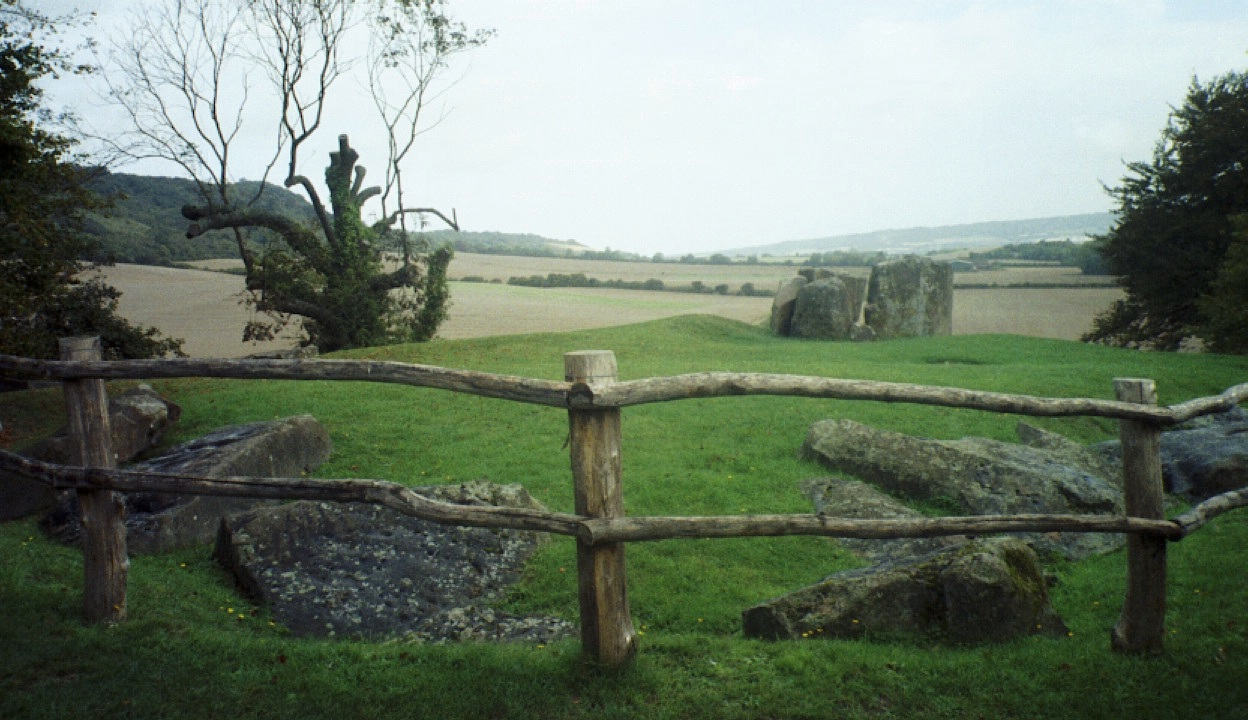
Aunque el cairn está prácticamente desaparecido, el bordillo que rodea a Coldrum Stones en Kent aún sobrevive (primer plano). La cámara funeraria de piedra se puede ver en el fondo.

En arqueología, bordillo (en inglés, primer idioma en que se describió el elemento, recibe el nombre de kerb o peristalith) es el nombre de un anillo de piedra construido para encerrar y, a veces, revestir el cairn o túmulo construido sobre una cámara funeraria. En algunos casos recibe también los nombres de anillo peristalítico, peristalítico o zócalo.
En los entierros en dólmenes europeos, especialmente hunebed (dólmenes en los Países Bajos) y dyss (dólmenes suecos), a menudo proporcionan ejemplos del uso de los bordillos en arquitectura megalítica, aunque se añadieron también a otros tipos de cámaras funerarias. Los bordillos puede estar construidos con un muro en método de piedra seca que emplea bloques pequeños o más comúnmente el uso de grandes piedras clavadas en el suelo. Cuando son empleadas piedras  grandes peristalítico es el término más correcto. A menudo, cuando el túmulo de tierra ha sido erosionado en gran parte, el peristáltico sobreviviente puede dar la impresión de ser un círculo de piedras, aunque estos monumentos datan de bastante más tarde. La excavación de túmulos sin anillos de piedra, como Lodge Fussell en Wiltshire, sugieren que, en estos casos, la madera o la turba se utilizó para definir una contención que los sustituyese.
En el islas británicas, la naturaleza propia de los bordillos ha sugerido ser análoga a los posteriores círculos de madera o piedra y henges de los períodos Neolítico y Edad del Bronce que también demuestran un intento de marcar de forma clara un área circular para propósitos rituales o funerarios. Sitios famosos con bordillo o peristálico incluyen a Newgrange donde muchas de las piedras están grabadas con arte megalítico. Un ejemplo del tipo de muro de piedra seca en el bordillo se puede ver en Parc le Breos en Gales (Reino Unido).